# Bangbae-dong
Bangbae-dong là một dong (phường) của quận Seocho ở Seoul, Hàn Quốc. Khu vực này được chia thành: Bangbaebon-dong, Bangbae 1-dong, Bangbae 2-dong, Bangbae 3-dong và Bangbae 4-dong. Nguồn gốc tên gọi Bangbae có nghĩa là "dong-ri quay lưng lại với núi Myeon-ri", nằm trên ranh giới giữa quận Gwanak và quận Seocho. Bangbae-dong trong quá khứ được gọi là Bangbae-ri, Sangbuk-myeon, Gwacheon-gun, Gyeonggi-do cho đến cuối triều đại Joseon, sau khi bị Nhật Bản chiếm đóng thì được gọi là Bangbae-ri, Sindong-myeon, Siheung-gun, Gyeonggi-do vào năm 1914. Khu vực này được hợp nhất vào Seoul sau khi chính quyền thành phố mở rộng diện tích vào năm 1963, và gọi là Bangbae-dong cho đến ngày nay.

## Giáo dục
Các trường học ở Bangbae-dong:
- Đại học Nghệ thuật Baekseok (백석예술대학교)
- Trường trung học phổ thông
  - Trường trung học phổ thông Sangmun (상문고등학교)
  - Trường trung học phổ thông Seoul (서울고등학교)
  - Trường trung học phổ thông điện tử Seoul (서울전자고등학교)
  - Trường trung học phổ thông nữ sinh Dongduk (동덕여자고등학교)
  - Trường trung học phổ thông nữ sinh Seomun (서문여자고등학교)
- Trường trung học cơ sở
  - Trường trung học cơ sở nữ sinh Dongduk (동덕여자중학교)
  - Trường trung học cơ sở nữ sinh Seomun (서문여자중학교)
  - Trường trung học cơ sở Isu (이수중학교)
- Trường tiểu học
  - Trường tiểu học Bangbae Seoul (서울방배초등학교)
  - Trường tiểu học Banghyeon Seoul (서울방현초등학교)
  - Trường tiểu học Bangil Seoul (서울방일초등학교)
  - Trường tiểu học Isu Seoul (서울이수초등학교)
  - Trường tiểu học Seorae Seoul (서울서래초등학교)

## Giao thông
Có thể đến Bangbae-dong thông qua:
- Ga Bangbae trên tàu điện ngầm Tuyến Seoul 2
- Ga Sadang trên tàu điện ngầm Tuyến Seoul 2 và Tuyến Seoul 4
- Ga Namtaeryeong trên tàu điện ngầm Tuyến Seoul 4
- Ga Naebang trên tàu điện ngầm Tuyến Seoul 7
- Ga Isu trên tàu điện ngầm Tuyến Seoul 4 và Tuyến Seoul 7

## Hình ảnh

Trung tâm dịch vụ cộng đồng Bangbae 1-dong
Trung tâm dịch vụ cộng đồng Bangbae 2-dong
Trung tâm dịch vụ cộng đồng Bangbae 3-dong
Trung tâm dịch vụ cộng đồng Bangbae 4-dong